# Fernando Hernández Holgado
Fernando Hernández Holgado (Madrid, 1964) és un historiador espanyol, doctor en història contemporània per la Universitat Complutense de Madrid on exerceix com a professor des del 2015. Està especialitzat en història social, història pública, repressió franquista, franquisme, història de les presons en contextos de repressió política i de gènere. També ha escrit assajos i llibres sobre la història de l'OTAN i temes relacionats amb el militarisme.
El 2003, després de publicar Mujeres encarceladas: La prisión de Ventas: de la República al Franquismo, 1931-1941, es va traslladar a Barcelona per treballar en la seva tesi doctoral, basada en les connexions entre la Presó de dones de Ventas de Madrid i la desapareguda Presó de dones de les Corts. En aquell període, va entrevistar nombroses ex preses del Franquisme. A partir del 2006, intregrat a l'Associació per la Cultura i la Memòria de Catalunya (ACME)) amb Jordi Guixé Corominas i Toni Vidal Arnan, va fundar el portal multimèdia www.presodelescorts.org .
El 2011 va doctorar-se a la Universitat Complutense de Madrid amb la tesi La prisión militante: las cárceles franquistas de mujeres de Barcelona y Madrid, 1939-1945, que el 2012 va rebre el VI premi de l'Asociación Española de Investigación de Historia de las Mujeres (AEIHM) a tesis doctorals sobre història de les dones. Aquell mateix any, dins de les jornades d'Art públic i memòria, va comissionar l'exposició «La presó invisible» amb material procedent de Marià Furà, fons d'arxius del districte de les Corts i fotografies cedides per ex preses.
El 2013 l'equip liderat per Núria Ricart Ulldemolins, Fernando Hernández Holgado, Jordi Guixé Coromines (Eurom) amb ex preses, familiars i diverses entitats  d'àmbit acadèmic i ciutadà, van consolidar el projecte participatiu de la Plataforma pel futur Monument de la presó de dones de les Corts.
El 2014 en el decurs d'unes jornades, que van comptar amb participació nacional i internacional, es va presentar un Espai provisional de memòria, situat a la confluència dels carrers Joan Güell i Europa de Barcelona.
El juliol 2015 el projecte va ser distingit amb la menció especial del premi Aurora Gómez a la lluita feminista, i el novembre del mateix any, va rebre la Medalla d'Honor de Barcelona. El 2019 va culminar el procés amb la inauguració del monument definitiu, com a expressió de públic d'homenatge a les preses de les Corts i a llurs fills i filles.
El 2019, Hernández Holgado va coordinar un altre portal multimèdia sobre la presó de dones de Ventas a Madrid: www.carceldeventas.madrid.es, amb el suport de la Conselleria de Salamanca de l'Ajuntament de Madrid, amb fotografies de l'edifici desaparegut i testimonis de antigues preses. Després de la eliminació de la pàgina pel govern municipal presidit per Martínez Almeida, el portal va ressorgir ampliat i millorat amb el nom de www.carceldeventas.org.
El novembre de 2023, també a Madrid, en el marc de la recuperació de la història pública i la memòria de les presons femenines del Franquisme, Hernández Holgado va participar en l'organització de les primeres jornades públiques dedicades a la Presó de Ventas, amb conferències, testimonis, tallers i ruta històrica a les antigues presons de dones que van funcionar a la capital, actualment desaparegudes.
Una segona edició de les jornades va tenir lloc a Barcelona del 20 al 23 d'octubre de 2024, en la qual es va revisar la història de la Presó de les Corts, el seu desmantellament i el posterior trasllat de recluses a la presó Model i a la presó de la Trinitat, durant el darrer Franquisme, amb conferències, documentals, testimonis i entrevistes a ex preses polítiques.
En l'àmbit del militarisme, Hernández Holgado ha publicat diversos assajos i llibres sobre la repressió del primer Franquisme, la història de l'OTAN i el pensament militarista en les anomenades «guerres justes» o «intervencions humanitàries»

## Obres
Un recull de les seves publicacions pot consultar-se a Dialnet. Algunes obres de les quals és autor/coautor o coordinador:
- Historia de la OTAN. De la guerra fría al intervencionismo humanitario. Madrid, Los libros de la Catarata. 2000
- Soledad Real (1917) Madrid. Ediciones del Orto. 2001
- Miseria del militarismo. Una crítica del discurso de la guerra. 2003. Barcelona, Virus Editorial. 2003
- Mujeres encarceladas, La Prisión de Ventas: de la República al Franquismo. Marcial Pons. 2003
- Presas de Franco (amb Sergio Galvez Biesca) Fundación de Investigaciones Marxistas. 2007
- Morir en Madrid, los fusilamientos masivos del Franquismo en la capital, 1939-1044 (coeditor amb Tomás Montero) Machado Libros. 2020

- Un lugar inacabado, Espacio de memoria, Monumento Cárcel de Mujeres de les Corts.(coautor amb Núria Ricart i Jordí Guixé) Universitat de València. 2022
- El pensamiento militarista. "Sobre las guerras justas" Los Libros de la Catarata, Madrid, 2024